# Wizkid (cantante)
Wizkid, pseudonimo di Ayodeji Ibrahim Balogun (Lagos, 6 luglio 1990), è un cantautore nigeriano.
Artista popolare nel continente africano, ottiene il successo internazionale con le collaborazioni One Dance del rapper Drake e Brown Skin Girl con Beyoncé, brano che fa ottenere al cantante un Grammy Award.
Dall'inizio della sua carriera ha pubblicato quattro album in studio e diversi singoli di successo nel continente africano, sostenuto dalle numerose collezioni internazionali, tra cui Akon, Uhuru, Tyga, Zara Larsson, Ella Mai, H.E.R., Chris Brown, Rihanna, Tinie Tempah, Dua Lipa e Major Lazer.
Ad oggi risulta essere l'artista africano più premiato ai BET Awards, Soul Train Music Award, Billboard Music Awards, ottenendo inoltre un premio ASCAP per i suoi contributi come compositore in One Dance.

## Biografia

### Gli inizi
Nato da madre cristiana e padre islamico, al fianco di ben 12 fratelli e sorelle, Wizkid formò un gruppo musicale con alcuni amici già ai tempi della scuola, chiamandolo "Glorious Five". Fino al 2007, Balogun ha scelto lo pseudonimo di Lil Prinz, salvo poi adottare quello definitivo di Wizkid. Sebbene già durante la preadolescenza avesse pubblicato del materiale, è soltanto in questi anni che Wizkid ha modo di vedere con i propri occhi il mondo della discografia, frequentando gli studi del produttore nigeriano OJB Jezreel. Nel 2009, Wizkid firma il suo primo contratto discografico, scegliendo l'etichetta Empire Mates Entertainment. Proprio in questo momento, a 19 anni, l'artista inizia a registrare il suo album di debutto.

### Superstar eAyo(2010 - 2014)
Il 2 gennaio 2010, Wizkid pubblica il suo singolo di debutto Holla At Your Boy: il brano ottiene un buon successo commerciale e vince diversi premi. Seguono sempre nel 2010 i singoli Tease Me/Bad Guys e Don't Dull, mentre l'album Superstar viene pubblicato nel 2011. L'album vince il premio di Album of the Year ai Nigerian Entertainment Awards 2012. Sempre nel 2012, il successo avuto gli permette di partire in tour per UK e USA: nel primo caso come headliner, nel secondo in un joint tour insieme ad altri artisti della sua stessa etichetta.
Nel 2013, Wizkid inizia a promuovere il suo secondo album Ayo pubblicando i singoli Jaiye Jaiye e On Top Your Matter; l'album viene invece pubblicato l'anno seguente, preceduto da ulteriori singoli. A distribuire l'album non è più soltanto la Empire Mates Entertainment, ma è presente anche una nuova etichetta: la Starboy. Nel febbraio 2014 Wizkid diventa il primo artista nigeriano a superare il milione di follower su Twitter, mentre a partire da luglio dello stesso anno l'artista apre alcuni concerti del rapper Tinie Tempah. Nello stesso periodo, Wizkid rivela di aver lavorato insieme alla superstar Rihanna.

### Sound From Other Sidee il successo internazionale (2015 - 2018)
A partire dal 2015, per Wizkid iniziano ad esserci delle collaborazioni importanti: l'artista pubblica il singolo Ojuelegba come solista, tuttavia il brano viene successivamente riedito in una versione remix con Drake e Skepta; successivamente Wizkid annuncia il singolo African Bad Gyal in collaborazione con Chris Brown, confermando che si sarebbe trattato del primo singolo estratto dal suo terzo album. Nei mesi successivi, se da un lato Wizkid è impegnato in qualità di opener di un intero tour di Chris Brown, dall'altro l'artista ha modo di collaborare di nuovo con Drake in quello che diverrà il suo più grande successo: si tratta di One Dance, singolo di Drake. Il brano viene certificato 8 volte platino in USA e raggiunge la numero 1 in 15 paesi diversi, inclusi gli stessi Stati Uniti. Nello stesso periodo, Wizkid collabora con la cantante americana Justine Skye nel singolo U Don't Know.
In seguito a questo enorme successo, Wizkid firma un contratto con la RCA Records e pubblica l'album Sound From The Other Side nel luglio 2017. L'album include molte collaborazioni di rilievo: oltre Brown e Drake sono presenti anche Trey Songz, Major Lazer e Ty Dolla Sign. Nel 2018, Wizkid viene inserito nel Guinness World Records per via del contributo dato nella hit One Dance: questo lo rende il primo artista afrobeat ad apparire in questa pubblicazione.

### The Lion King: The Gift,Made in LagoseMore Love, Less Ego(2019-presente)
Nel 2019, la Starboy pubblica un EP intitolato Soundman Vol. 1 che include molto materiale interpretato da Wizkid, sebbene siano presenti anche canzoni interpretate da altri artisti che fanno parte dell'etichetta. Nel giugno dello stesso anno appare nella collaborazione Brown Skin Girl facente parte del progetto discografico The Lion King: The Gift di Beyoncé. Grazie alla collaborazione e al successivo progetto cinematografico della cantante statunitense Black Is King, Wizkid riceve numerose nomine, vincendo un BET Awards, due NAACP Image Award, due Soul Train Music Award, ottenendo inoltre il Grammy Award al miglior videoclip dell'anno.
Nel corso del 2020, l'artista pubblica svariati singoli, tra cui collaborazioni con Akon e H.E.R. Il 30 ottobre 2020 pubblica inoltre il suo quarto album Made in Lagos, progetto discografico che vede la partecipazione di alcuni artisti internazionali, tra i quali Ella Mai, Damian Marley e Skepta. L'album debutta nelle principali classifiche internazioneli, segnando la prima apparizione delle top15 della classifica britannica ed esordendo alla posizione numero 80 della Billboard 200.
Dall'album viene estratta la collaborazione Essence con la cantautrice nigeriana Tems, che ottiene ampio successo internazionale anche grazie al remix del brano con Justin Bieber. Il brano esordisce alla nona posizione della Billboard Hot 100, trentesima della classifica canadese e sedicesima della classifica inglese. La collaborazione ottiene numerose nomine e riconoscimenti, tra cui una nomina ai Grammy Awards 2022 come miglior performance di musica globale, due nomine ai NAACP Image Award e vincendo un Soul Train Music Award.
Nel 2022 pubblica il suo quinto album in studio More Love, Less Ego.

## Vita privata
Wizkid è padre di tre figli nati da donne diverse. Quando divenne padre per la prima volta nel 2011, la notizia destò parecchio scalpore per via della giovane età della madre del bambino: in un primo momento l'artista e le persone a lui vicine non hanno rilasciato alcuna dichiarazione al riguardo poiché la notizia trapelò prima ancora che venisse fatto il test del DNA per accertare la sua effettiva paternità.

## Discografia

### Album
- 2011 - Superstar
- 2014 - Ayo
- 2017 - Sounds From The Other Side
- 2020 - Made In Lagos
- 2022 - More Love, Less Ego

### EP
- 2019 - Soundman Vol 1.

### Singoli
- 2021 - Essence (feat. Tems)

## Riconoscimenti
- All Africa Music Awards (AFRIMA)[39][40][41]
  - 2015 - Candidatura all'artista dell'anno
  - 2015 - Candidatura al miglior artista dell'africa occidentale
  - 2015 - Candidatura al miglior cantautore
  - 2015 - Candidatura all'album dell'anno per Ayo
  - 2015 - Candidatura alla canzone dell'anno per Ojuelegba
  - 2017 - Artista dell'anno
  - 2017 - Miglior artista dell'africa occidentale
  - 2017 - Canzone dell'anno per Come Closer (Wizkid con Drake)
  - 2019 - Candidatura all'artista dell'anno
  - 2019 - Candidatura al miglior artista dell'africa occidentale
  - 2019 - Canzone dell'anno per Fever
  - 2019 - Candidatura alla collaborazione dell'anno per Brown Skin Girl (Beyoncé con Wizkid, Saint Jhn & Blue Ivy Carter)
- BET Awards[42][43][44]
  - 2015 - Miglior artista africano
  - 2016 - Candidatura al miglior artista africano
  - 2020 - BET Her award per Brown Skin Girl (Beyoncé con Wizkid, Saint Jhn & Blue Ivy Carter)
- Grammy Awards[45]
  - 2016 -  Candidatura all'album dell'anno per Views (come compositore)
  - 2021 - Miglior videoclip per Brown Skin Girl (Beyoncé con Wizkid, Saint Jhn & Blue Ivy Carter)
- MTV Europe Music Awards
  - 2011 - Candidatura al miglior artista africano
  - 2012 - Candidatura al miglior artista africano
  - 2013 - Candidatura al miglior artista africano
  - 2016 - Candidatura al miglior artista africano
  - 2016 - Miglior artista World Stage
- MTV Video Music Awards[46]
  - 2021 - Candidatura al miglior video R&B per Brown Skin Girl (Beyoncé con Wizkid, Saint Jhn & Blue Ivy Carter)
  - 2021 - Candidatura alla miglior fotografia per Brown Skin Girl (Beyoncé con Wizkid, Saint Jhn & Blue Ivy Carter)
- NAACP Image Award[47][48]
  - 2020 - Collaborazione dell'anno per Brown Skin Girl (Beyoncé con Wizkid, Saint Jhn & Blue Ivy Carter)
  - 2021 - Miglior video musicale per Brown Skin Girl (Beyoncé con Wizkid, Saint Jhn & Blue Ivy Carter)
- Soul Train Music Award[49][50]
  - 2016 - Candidatura al The Ashford & Simpsons Songwriter's Award per One Dance (Drake con Wizkid & Kyla)
  - 2017 - Candidatura alla miglior performance dance per Come Closer (Wizkid con Drake)
  - 2019 - The Ashford & Simpsons Songwriter's Award per Brown Skin Girl (Beyoncé con Wizkid, Saint Jhn & Blue Ivy Carter)
  - 2019 - Candidatura alla miglior collaborazione per Brown Skin Girl (Beyoncé con Wizkid, Saint Jhn & Blue Ivy Carter)
  - 2021 - Video dell'anno per Brown Skin Girl (Beyoncé con Wizkid, Saint Jhn & Blue Ivy Carter)